# Recompensă pentru șerif

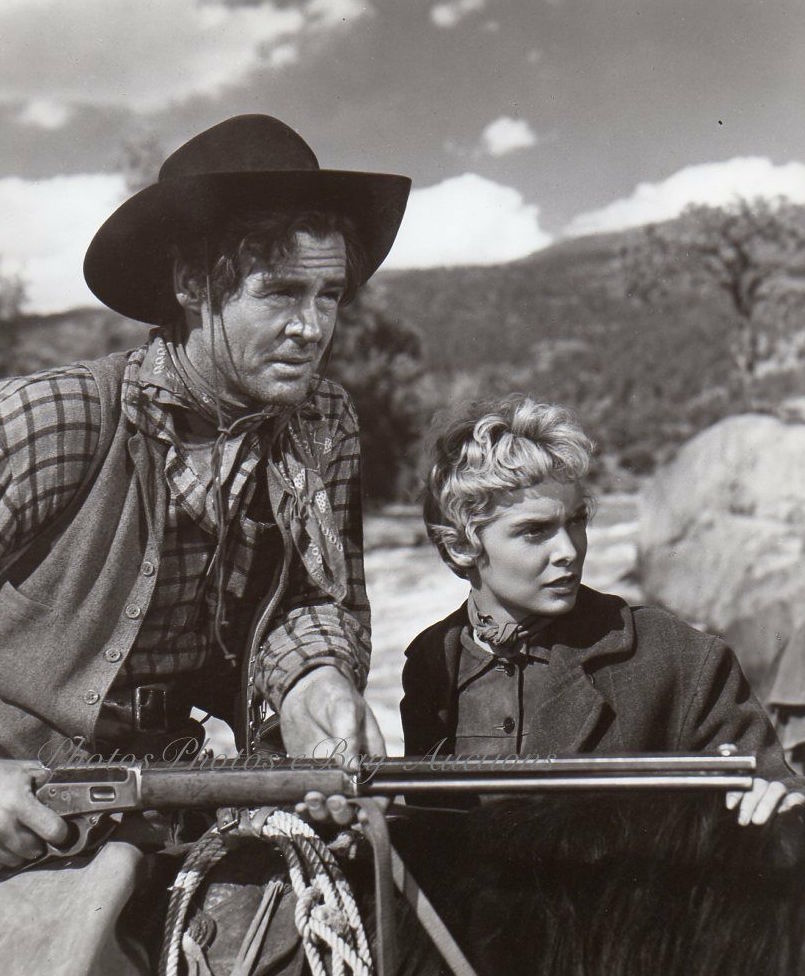
Robert Ryan și Janet Leigh într-o scenă din film

Recompensă pentru șerif (titlul original: în engleză The Naked Spur) este un film western american, realizat în 1953 de regizorul Anthony Mann, protagoniști fiind actorii James Stewart, Janet Leigh, Robert Ryan și Ralph Meeker. 

## Rezumat
Fostul fermier Howard Kemp pornește la vânătoarea ucigașului fugar Ben Vandergroat, pentru o recompensă de 5.000 de dolari pentru capul acestuia. Howard plănuiește să folosească acești bani pentru a răscumpăra o fermă pe care a pierdut-o cândva pentru infidelitatea logodnicei sale. În munții Colorado, îl întâlnește pe bătrânul miner de aur Jesse Tate și pe ofițerul eliberat în dezonoare din armata Unională, Roy Anderson, care i se alătură.
Împreună reușesc să-i captureze pe Ben Vandergroat și pe tovarășa lui, Lina. Pe drumul lung de întoarcere, vicleanul Ben reușește să-i pună pe cei trei vânători de recompense unul împotriva celuilalt și să semene discordie. Când Howard este rănit într-un atac al indienilor și trebuie să fie îngrijit de Lina, aceasta se îndrăgostește de el. Ea îl ajută pe Ben să scape, dar când el îl ucide pe bătrânul Jesse cu sânge rece, ea îl părăsește. Howard și Roy reușesc să-l împuște pe Ben dar trupul lui cade într-un râu învolburat. Roy este ucis într-o încercare de a-l salva. La cererea Linei, Howard acceptă să renunțe la recompensă, deoarece prețuiește mai mult dragostea ei.

## Distribuție
- James Stewart – Howard Kemp
- Janet Leigh – Lina Patch
- Robert Ryan – Ben Vandergroat
- Ralph Meeker – Roy Anderson
- Millard Mitchell – Jesse Tate

## Premii și nominalizări
- 1954 Filmul a fost nominalizat la premiul Oscar pentru cel mai bun scenariu original, o onoare rară pentru un western.[2]

- 1997 Filmul a fost introdus în National Film Registry.

## Trivia
Aceasta a fost a treia colaborare cinematografică al genului western dintre Anthony Mann și James Stewart. Celelalte sunt Winchester '73 (1950), Acolo unde cotește râul (1952), Țara îndepărtată (1954) și  Omul din Laramie (1955).
Filmul a fost în Durango, Lone Pine și în Rocky Mountains turnat.

## Legături externe

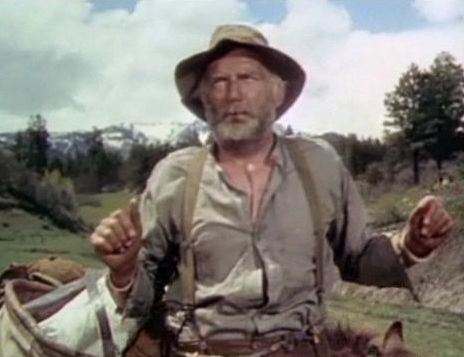
Millard Mitchell într-o scenă din film

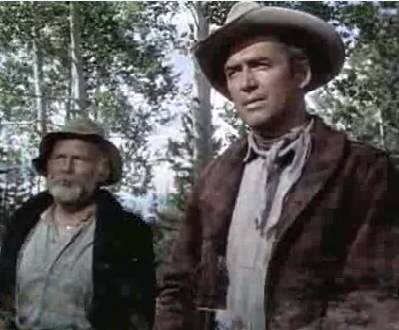
Millard Mitchell și James Stewart